# Фантастическая четвёрка (саундтрек, 2015)
Фантастическая четвёрка (оригинальный саундтрек) — саундтрек к фильму «Фантастическая четвёрка» (2015) от режиссёра Джоша Транка, основанному на комиксах издательства Marvel Comics об одноимённой команде супергероев и являющемся перезапуском серии фильмов о Фантастической четвёрке. Композиторами саундтрека выступили Марко Белтрами и Филип Гласс. Цифровой и физический релизы саундтрека к фильму, который выходил под лейблом Sony Classical Records, состоялись 7 августа 2015 года. Также саундтрек продавался на двух виниловых пластинках начиная с 10 августа. Помимо музыки Бельтрами и Гласса в альбом также вошли песня «Another Body» в исполнении Джейми Мелин и сингл «Fantastic» от RM и Мэнди Вентрис; трек «Fantastic» записывался исключительно в рамках рекламной кампании южнокорейского релиза и не присутствовал ни в фильме, ни в саундтреке.

## Разработка
В январе 2015 года Fox наняла Марко Белтрами для написания музыки к фильму; над композициями также работал Филип Гласс. За создание дополнительных треков отвечали Майлз Хэнкинс, Брэндон Робертс, Маркус Трампп и Бак Сандерс. Финальную песню исполнил американский хип-хоп исполнитель El-P.
В июле 2015 года Белтрами посетил фестиваль San Diego Comic-Con International, где описал музыку из картины, как «мрачную» и «загадочную», и отнёс её к жанру фэнтези. Гласс написал композицию Prelude, на основе которой Белтрами создал несколько других треков. По мнению Белтрами, саундтрек получился «мрачнее» альбомов к предыдущим фильмам о Фантастической четвёрке (за авторством Джона Оттмана); композитор отметил, что «в первую очередь хотел передать невинность и любопытство детей, которые подверглись воздействию межзвёздной радиации и стали супергероями».

## Рекламные синглы
24 июля 2015 года El-P анонсировал выход рекламного сингла «Another Body», который впоследствии исполнил 25 июля на Beats 1 в составе своей группы Run the Jewels. Впоследствии песня вошла в состав цифрового издания альбома в качестве бонус-трека. В рамках рекламной кампании «Фантастической четвёрки» рэпер и лидер южнокорейского бойзбенда BTS Ким Нам Джун и американская певица Мэнди Вентрис записали сингл «Fantastic», который присутствовал в южнокорейском релизе фильма; 3 августа вышло сопутствующее музыкальное видео.

## Трек-лист
| №   | Название                                         | Автор                                     | Длительность |
| --- | ------------------------------------------------ | ----------------------------------------- | ------------ |
| 1.  | «Fantastic Four Prelude»                         | Марко Белтрами Филип Гласс                | 5:16         |
| 2.  | «The Garage»                                     | Белтрами Гласс Бак Сандерс                | 2:26         |
| 3.  | «The Unveiling»                                  | Белтрами Брэндон Робертс                  | 1:03         |
| 4.  | «Baxter»                                         | Белтрами Сандерс                          | 2:45         |
| 5.  | «’All My Faith’»                                 | Белтрами Майлз Хэнкинс                    | 0:45         |
| 6.  | «The Lab»                                        | Белтрами Гласс                            | 0:53         |
| 7.  | «Meeting of the Minds»                           | Белтрами Хэнкинс                          | 0:53         |
| 8.  | «It Begins»                                      | Белтрами Хэнкинс                          | 0:34         |
| 9.  | «Building the Future»                            | Белтрами Робертс                          | 2:49         |
| 10. | «Launch One»                                     | Белтрами Хэнкинс                          | 3:11         |
| 11. | «Neil Armstrong»                                 | Белтрами Хэнкинс                          | 2:57         |
| 12. | «Maiden Voyage»                                  | Белтрами Хэнкинс                          | 1:56         |
| 13. | «Footprints»                                     | Белтрами Хэнкинс                          | 4:00         |
| 14. | «’Run’»                                          | Белтрами Маркус Трампп                    | 2:38         |
| 15. | «Ben’s Drop»                                     | Белтрами Хэнкинс                          | 2:27         |
| 16. | «Real World Applications»                        | Белтрами Хэнкинс                          | 1:39         |
| 17. | «Under Pressure»                                 | Белтрами Хэнкинс                          | 1:01         |
| 18. | «The Search»                                     | Белтрами Трампп                           | 1:58         |
| 19. | «’You’re Going to Like This One’»                | Белтрами Хэнкинс                          | 1:10         |
| 20. | «Father and Son»                                 | Белтрами Хэнкинс                          | 1:49         |
| 21. | «Return»                                         | Белтрами Сандерс                          | 2:42         |
| 22. | «He’s Awake»                                     | Белтрами Робертс Сандерс Трампп           | 6:55         |
| 23. | «Pursuit»                                        | Белтрами Хэнкинс                          | 3:01         |
| 24. | «Strength in Numbers»                            | Белтрами Трампп                           | 5:17         |
| 25. | «End Titles»                                     | Белтрами Робертс                          | 6:15         |
| 26. | «Another Body» (бонусный трек в цифровом релизе) | Белтрами Гласс Джейми Мелин Торбитт Шварц | 5:30         |
| 27. | «Fantastic» (бонусный трек в японском релизе)    | Белтрами Ким Намджун Мэнди Вентрис        | 3:44         |

## Восприятие
Несмотря на разгромную критику фильма, саундтрек получил преимущественно положительные отзывы. Йорн Тилнес из Soundtrack Geek дал альбому 57 процентов, резюмируя: «Если вы ищете очередную музыку, посвящённую супергероям Marvel, которая соответствуют последним трендам, то вы найдете её здесь». Михня Мандутяну из Soundtrack Dreams оценил альбом на 80 баллов из 100 и похвалил вклад Гласса в создании саундтрека; при этом рецензент считал, что музыка Бельтрами теряется на заднем плане. Роберт Трейт из Sci-Fi Movie Page описал саундтрек, как «удивительный сборник музыки, которую можно слушать во время чтения комиксов о Фантастической четвёрке». В своей рецензии для журнала Variety Брайан Лоури высказал мнение, что хотя Бельтрами и Гласс и придумали несколько «интригующих композиций», альбом не представляет собой ничего особенного.
Джеймс Саутхолл из Movie Wave поделился своими впечатлениями о саундтреке: «Вступительная и особенно заключительная части альбома хороши, очень интересны и оставляют приятное впечатление. Треки Филипа Гласса, которые практически полностью исчезают по мере приближения альбома к завершению, кажутся любопытными, но не более того. На славу удалась динамичная музыка Марко Бельтрами в конце альбома». Filmtracks.com отметил: «Отдельные части саундтрека звучат интересно, но сам по себе он получился неудачным, особенно если учесть его изначальный потенциал».

## Чарты
| Чарт (2015)                      | Пик |
| -------------------------------- | --- |
| UK Soundtrack Albums (OCC)       | 46  |
| US Billboard 200                 | 191 |
| US Soundtrack Albums (Billboard) | 25  |